# Franziska Bilek
Franziska Bilek (* 29. Oktober 1906 in München; † 11. November 1991 ebenda) war eine deutsche Zeichnerin, Karikaturistin, Illustratorin und Schriftstellerin.

## Leben und Leistungen
Bilek besuchte die Staatliche Kunstgewerbeschule München und studierte an der Münchener Kunstakademie. Ihre ersten Zeichnungen erschienen in der Zeitschrift Jugend, später im Münchner Abendblatt.
Sie arbeitete unter anderem für die Münchner Neuesten Nachrichten, von 1936 bis 1944 für den Simplicissimus, bei dem sie dank der Fürsprache Olaf Gulbranssons eine Anstellung erhielt, von 1946 bis 1950 für den Simpl und ab 1952 für die Münchner Abendzeitung. Besonders bekannt wurde sie für ihre Zeichnungen um die Figur des Herrn Hirnbeiß, mit denen sie seit 1961 das Münchner Tagesgeschehen kommentierte. Daneben illustrierte sie zahlreiche Bücher, darunter die gesammelten Werke von Karl Valentin. 1950 gab sie unter dem Titel Lieber Olaf – Liebe Franziska den Briefwechsel mit Olaf Gulbransson heraus, der von beiden illustriert wurde.

## Auszeichnungen

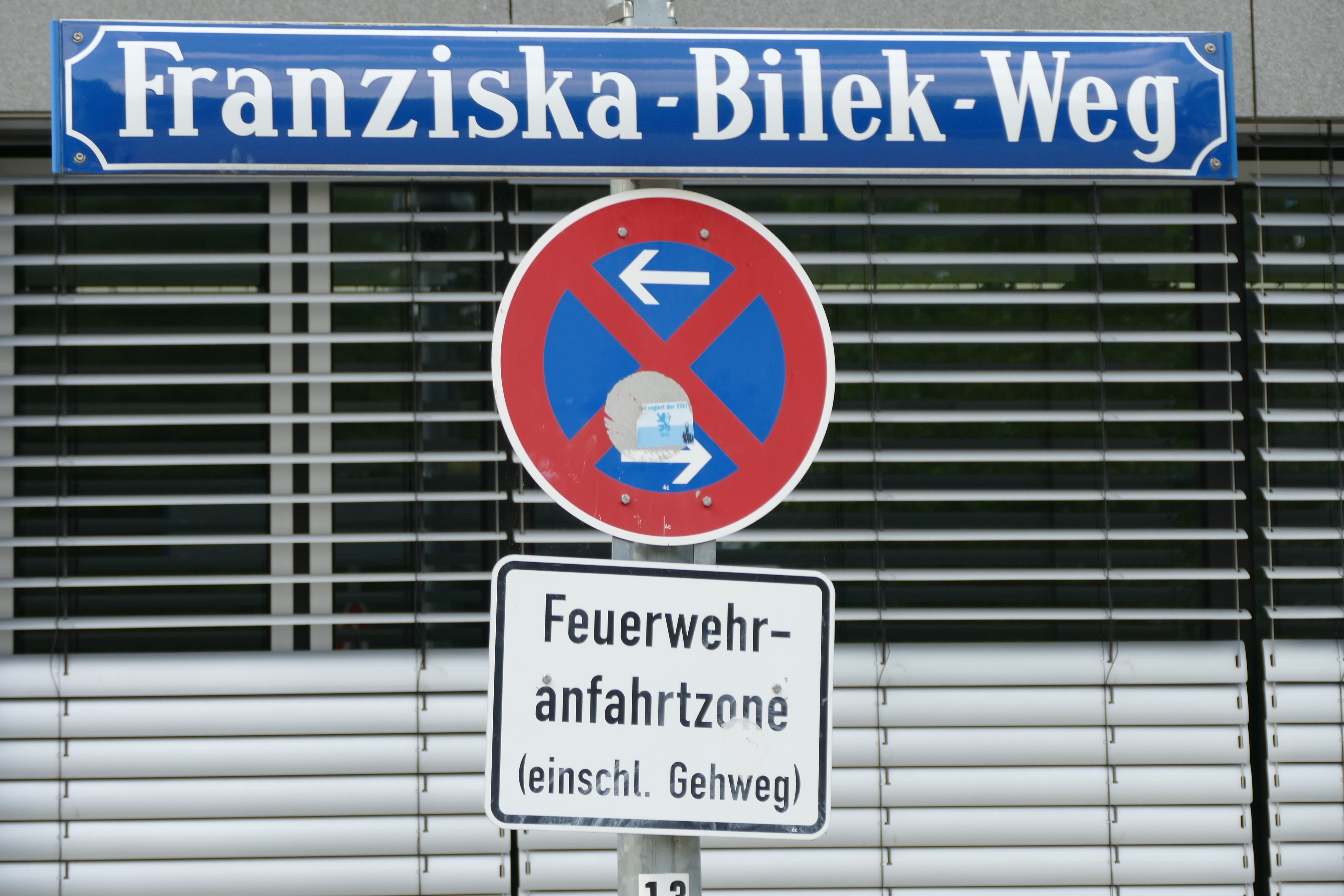
Straßenschild des Franziska-Bilek-Wegs im Münchner Westend

Für ihre Arbeit erhielt sie mehrere Auszeichnungen, so 1971 die Ludwig-Thoma-Medaille, 1979 den Ernst-Hoferichter-Preis und 1982 den Bayerischen Poetentaler. Sie ist in der Urnenhalle am Nordfriedhof in München bestattet (R-101). Bileks Nachlass liegt im Deutschen Kunstarchiv des Germanischen Nationalmuseums in Nürnberg. Nach ihr wurde 2005 der Franziska-Bilek-Weg im Münchner Westend benannt.

## Werke
- Heiterer Olymp. W. Spemann Verlag Stuttgart, 1940 und Dulk, 1951
- Franziskas Blumenstrauss. Braun & Schneider, 1953
- Franziska Bileks heitere Welt. 1956
- Franziskas Federspiele. Braun & Schneider, 1957
- Mir gefällts in München. Piper-Verlag, 1958
- Kleine Spässchen. Braun & Schneider, 1960
- Respektloses. 1961
- lange Leitung, kurz geschlossen. Pfriemer-Verlag, 1966
- München und ich. Piper-Verlag, 1969
- Herr Hirnbeiß. München 1980, ISBN 3-7991-5843-X
- Zugespitzt und aufgespießt. Sachen zum Lachen. Goldmann-Verlag, München 1984, ISBN 3-442-03400-0
- Herr Hirnbeiss und das Wetter. 1989, ISBN 3-7787-3337-0
- Herr Hirnbeiss und das andere Geschlecht. 1989, ISBN 3-7787-3336-2

Viele weitere Bücher wurden von der Künstlerin illustriert, so zum Beispiel: Ich bitte um Milde von Walter F. Kloeck, Der Löwe ist los von Max Kruse, Auf ewig dein! von Thaddäus Troll, Mein Lebensmärchen von Leo Slezak, Deutsche Redesarten von Kurt Krüger-Lorenzen, Wilhelm Heyne Verlag, München 2002, 2. Auflage, ISBN 3-453-18838-1.